# История почты и почтовых марок Макао
История почты и почтовых марок Макао охватывает развитие почтовой связи в Специальном Административном районе Макао, или Аомыне, территории на побережье Южно-Китайского моря в устье реки Чжуцзян с административным центром в городе Аомынь, и условно делится на период колониальной зависимости от Португалии, в который началась эмиссия почтовых марок для Макао (с 1884), и период после передачи Макао КНР (с 1999). Современным почтовым оператором в Макао выступает Correios de Macau, являющийся департаментом Правительства Макао.

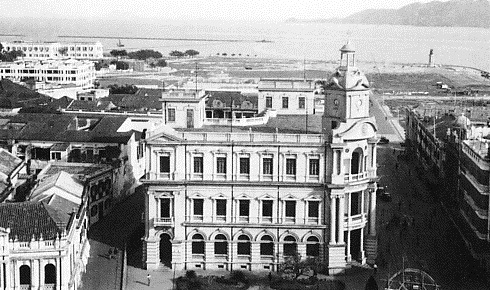
Здание главного почтамта Макао, построенное в 1929 году

## Развитие почты
В 1838 году в Макао открылось британское почтовое агентство. Для гашения корреспонденции применялся круглый почтовый штемпель с изображением короны и текстом порт. «PAGO / EM / MACAO» («Оплачено в Макао»). Использовался также штемпель овальной формы с таким же текстом на английском языке: «PAID / AT / MACAO».
Впоследствии почтовое агентство перешло в ведение почты Гонконга (Сянгана). С 1 марта 1884 года начала работать Почта Макао. Тогда она располагала одним почтовым отделением, где также была и резиденция директора почтовой службы.
Число почтовых отделений постепенно росло, и в 2014 году почтовая сеть включала уже 11 почтовых отделений, расположенных в разных уголках Макао, главпочтамт, расположенный в здании штаб-квартиры почтовой службы, введённом в эксплуатацию в 1929 году, Центр сортировки и доставки почтовых отправлений, осуществляющий рассылку входящей и исходящей корреспонденции. Помимо этого по городам, а также в государственных и коммерческих зданиях работают 36 автоматов по продаже почтовых марок и 2 почтовых киоска.
В 1934 году началась первая прямая отправка корреспонденции авиапочтой.
В 1979 году почтовая служба Макао начала предлагать услуги экспресс-почты (EMS).
С 1917 года почта начала оказывать населению почтово-сберегательные услуги. В 1984 году было построено отдельное здание — центр почтово-сберегательные услуг. В наши дни помимо традиционных услуг по депозитам и кредитам, оказываются услуги международных переводов денежных средств в сотрудничестве с филиппинским почтово-сберегательным банком Philippine Postal Savings Bank и фирмой Western Union.

## Выпуски почтовых марок

### Ранний колониальный период
Для первых почтовых марок, выпущенных для Макао в марте 1884 года, был использован общий для всех португальских колоний рисунок «корона» и надпись порт. «MACAU CORREIO» («Почта Макао»). Эти марки были девяти номиналов — в диапазоне от 5 до 300 реалов. Марки были выпущены с двумя различными размерами зубцовки. Позднее в том же 1884 году в связи с изменением почтовых тарифов вышла почтовая марка номиналом в 80 реалов в виде надпечатки нового номинала на марке номиналом в 100 реалов. В январе 1885 года в продажу поступила почтовая марка номиналом в 80 реалов с рисунком короны. В том же 1885 году пять низких номиналов были переизданы в новом цвете.
Нехватка номиналов сохранялась вплоть до 1887 года, что привело к появлению множества надпечаток новых номиналов как на почтовых марках, так и на фискальных марках. В 1884—1885 годах на трёх почтовых марках первой серии были сделаны надпечатки новых номиналов от 5 до 40 реалов тиражом от 2 тысяч до 19 тысяч марок. В 1886 году и в 1905 году была произведена допечатка первой серии, причём новоделы 1886 года были напечатаны на плотной белой бумаге без клея, а 1905 года — на тонкой бумаге с белым клеем.
В 1884 году в Макао поступила в обращение случайно попавшая сюда почтовая марка Португальской Индии выпуска 1877 года номиналом в 10 реалов, определяемая только по оттиску почтового штемпеля Макао.
Всё та же нехватка почтовых марок в ноябре 1887 года привела к появлению провизорного выпуска, представлявшего собой надпечатку на гербовых марках Макао слова «Postal» («Почта») и номинала, при этом часть марки с прежним номиналом была отделена перфорацией и при продаже удалялась. Такой же провизорный выпуск был произведён в июле 1911 года.
На вышедших в январе 1888 года новых почтовых марках изображен король Луиш I с тиснённым профилем. Вскоре после этого Луиш I скончался, и на выпущенной в 1894 году новой серии из 12 номиналов был помещён портрет Карлуша I. В том же 1894 году денежная единица была изменена на аво и рупии, 78 аво в 1 рупии (в 1913 году в патаке стало 100 аво). Отражая это изменение, на оставшихся запасах почтовых марок с профилем Луиша I были сделаны надпечатки новых номиналов в аво, как латиницей, так и китайскими иероглифами, вместе со словом «PROVISORIO» («Временный выпуск»).
В 1898 году как коммеморативный выпуск в честь 500-летия первой Индийской армады Васко да Гамы[≡], так и новая серия с портретом Карлуша I были деноминированы в аво. Первая, памятная, серия состояла из восьми марок различных рисунков, включая изображение флагманского судна Васко да Гамы «Сан-Габриэль». Нехватка отдельных номиналов была постоянным явлением с 1900 года по 1910 год, в результате чего появились почти 40 типов надпечаток, а также в регулярное почтовое обращение были введены доплатные марки, на которых надпись «PORTEADO / RECEBER» («Доплата получателем») была скрыта посредством надпечатывания облитерирующей решётки.

### Послереволюционный период
После революции 1910 года и провозглашения Португалии республикой 5 октября 1910 года лиссабонское правительство сделало надпечатку слова «REPUBLICA» («Республика») на запасах почтовых марок с Карлушем I выпуска 1898—1905 годов и отправило их в Макао.
Неспокойная обстановка потребовала некоторой изобретательности со стороны местных чиновников, и в 1911 году они выпустили марки в 2 и 5 аво путём надпечатки нового номинала по диагонали в верхнем правом и нижнем левом углах почтовых марок в 4 и 10 аво, а затем разрезали их по диагонали для использования бисектов в почтовом обращении как самостоятельные знаки почтовой оплаты.
В том же 1911 году из-за нехватки почтовых марок низких номиналов почтмейстер Макао выпустил два провизория номиналом в 1 и 2 аво для оплаты пересылки почтовых отправлений внутри колонии и в Гонконг (Сянган). На провизориях, отпечатанных на бумаге двух сортов, стояли порядковый номер, надпись «Macau / Director do Correio» («Макао. Директор почты») и подпись почтмейстера. Известны разновидности этих марок.
В 1913 году надпечатка «Республика» была нанесена в местной типографии на самые разные почтовые марки прежних выпусков, начиная с 1898 года. В отличие от лиссабонской надпечатки, которая была длиной 24,5 мм, местная надпечатка имела в длину только 23 мм.

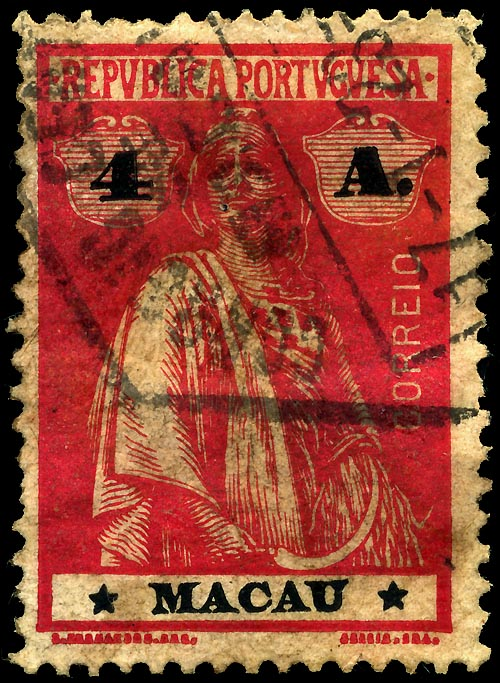
Почтовая марка Макао типа «Жница» (1913)

Серия «Жница» 1913 года стала новым общим выпуском для всех португальских территорий, добавив в общей сложности 29 комбинаций номинала и цвета (с максимальным номиналом в 5 патак), выходивших до 1924 года. Несмотря на это, в 1915 году потребовались дополнительные надпечатки «Республика» на почтовых марках с надпечаткой новых номиналов 1902 года (которые сами были надпечатаны на выпусках 1888 года и 1894 года). В 1931—1933 годах на девяти малоупотребительных номиналах почтовых марок типа «Жница» были сделаны надпечатки нового номинала.
1 февраля 1934 года на новой стандартной серии был использован рисунок с аллегорической фигурой, представляющей собой Португалию, и изображением судна «Сан-Габриэль» на заднем плане. В 1941 году были сделаны надпечатки нового номинала, а в 1942 году восемь номиналов были переизданы. Повторный тираж был напечатан литографским способом (а не типографским как в 1934 году) на тонкой бумаге с грубой зубцовкой.
Макао участвовало в «Имперском выпуске» 1938 года, для которого были эмитированы марки 17 номиналов.
Если первой серией коммеморативных марок стал выпуск к 400-летию открытия Васко да Гамой морского пути в Индию с рисунками, аналогичными рисункам соответствующих марок Португалии, вышедшей в 1898 году, то второй памятный выпуск поступил в обращение лишь в ноябре 1939 года. Это была авиапочтовая марка в честь Всемирной выставки в Нью-Йорке и продавалась только там. Впоследствии памятные марки посвящались 75-летию Всемирного почтового союза, 100-летию португальской почтовой марки, Всемирной выставке в Брюсселе, 500-летию со дня рождения Васко да Гамы, XX Олимпийским играм и т. п. Учреждению Законодательной ассамблеи Макао были посвящены в 1977 году три памятные марки с символическим рисунком и надписью на китайском языке.
В 1948 году вышла новая стандартная серия из 12 номиналов с разными красочными рисунками с изображением местных видов. Последующие выпуски включали многие типы общих рисунков, выпускаемые для всех португальских территорий, при этом некоторыми памятными марками были отмечены юбилеи в Макао.
Получение Макао в 1976 году статуса «особой территории» дало ему больше самостоятельности в вопросах почтовой связи, и начиная с 1981 года Макао издало множество почтовых марок более привлекательных рисунков, относящихся к местной географии и культуре, как правило, в сериях по 4—6 марок связанных между собой сюжетов.
Почтовая администрация Макао проводила очень сдержанную эмиссионную политику: за почти сто лет вышло лишь около 500 почтовых марок. К примеру, с 1975 по 1981 год были выпущены всего 23 новые почтовые марки.

### Период после передачи Макао КНР
После передачи Макао КНР в 1999 году и получения им статуса специального административного района произошло изменение надписи на почтовых марках: вместо текста «MACAU» («Макао») и «REPÚBLICA PORTUGUESA» («Португальская Республика») более мелким шрифтом в другой части марки — на «MACAU, CHINA» («Макао, Китай»).

## Другие виды почтовых марок

### Авиапочтовые
В 1936 году был эмитирован первый авиапочтовый выпуск Макао, представлявший собой надпечатку «Aviao» («Авиа») на марках 1934 года выпуска, при этом имевшиеся в типографии греческие буквы были использованы как орнамент и не несут никакой смысловой нагрузки.
Стандартные авиапочтовые марки Аомыня выходили в обращение в 1938 году и в 1960 году.
В 1979 году на авиапочтовой марке выпуска 1960 года была сделана надпечатка нового номинала.

### Газетные
В 1892—1893 годах в Макао выпускались газетные марки, которые представляли собой надпечатку «Jornaes» («Газеты») на почтовых марках, а также марки оригинального рисунка с этой надписью.

### Доплатные
В 1904—1952 годах в Макао эмитировались доплатные марки. На марках, рисунок которых соответствовал типовому рисунку доплатных марок португальских колоний с надписью «Porteado» («Доплата»). Всего была выпущена 61 доплатная марка.

### Почтово-налоговые
В 1919—1981 годах в Макао в обращении были почтово-налоговые марки с надпечаткой «Таха de Guerra» («Военный сбор») (выпущены в 1919 году), с надписью «Assistencia» («Благотворительность») (выпущены в 1930 году).
В 1925 году были эмитированы доплатные налоговые марки, представлявшие собой надпечатку «Macau — Multa» («Макао — штраф») на португальских почтовых марках.

## Местный выпуск
В период японской оккупации Макао (1940—1945) выпуск специальных почтовых марок не производился. В 1942 году на имеющихся запасах стандартных марок Макао был надпечатан новый номинал, затем местная типография напечатала новые тиражи почтовых марок выпуска 1934 года, которые отличаются толщиной бумаги и оттенками цвета.